# Edoeard Spertsjan
Edoeard Mkrtysjevitsj Spertsjan (Armeens: Էդուարդ Մկրտիչի Սպերցյան, Russisch: Эдуард Мкртычевич Сперцян) (Stavropol, 7 juni 2000) is een Armeens-Russisch voetballer die doorgaans speelt als middenvelder. In september 2020 debuteerde hij voor FK Krasnodar. Spertsjan maakte in 2021 zijn debuut in het Armeens voetbalelftal.

## Clubcarrière
Spertsjan speelde vanaf 2010 in de jeugdopleiding van FK Krasnodar. Hier maakte hij in 2018 zijn debuut in het tweede elftal, waarmee hij op het tweede niveau acteerde. Zijn debuut in het eerste elftal volgde op 18 september 2020, toen hij in het eigen Krasnodarstadion tegen FK Chimki van coach Moerad Moesajev veertien minuten voor tijd mocht invallen voor Tonny Vilhena. Krasnodar zou de thuiswedstrijd met 7–2 winnen. Zijn Europese debuut maakte hij ruim een maand later, thuis tegen Chelsea in de UEFA Champions League. Door goals van Callum Hudson-Odoi, Timo Werner, Hakim Ziyech en Christian Pulisic werd met 0–4 verloren. Spertsjan mocht ditmaal invallen voor Kristoffer Olsson. Zijn eerste professionele doelpunt maakte Spertsjan op 13 september 2021, toen in de Premjer-Liga gespeeld werd tegen FK Rostov. Die club kwam op voorsprong door een eigen doelpunt van Uroš Spajić. Spertsjan besliste twintig minuten na rust de uitslag op 1–1 na een assist van Aleksej Ionov.

## Clubstatistieken
| Seizoen | Club            | Competitie   | Competitie | Competitie | Beker | Beker | Internationaal | Internationaal | Totaal | Totaal |
| Seizoen | Club            | Competitie   | Wed.       | Dlp.       | Wed.  | Dlp.  | Wed.           | Dlp.           | Wed.   | Dlp.   |
| ------- | --------------- | ------------ | ---------- | ---------- | ----- | ----- | -------------- | -------------- | ------ | ------ |
| 2017/18 | FK Krasnodar II | FNL          | 11         | 1          | —     | —     | —              | —              | 11     | 1      |
| 2018/19 | FK Krasnodar II | FNL          | 11         | 0          | —     | —     | —              | —              | 11     | 0      |
| 2019/20 | FK Krasnodar II | FNL          | 20         | 0          | —     | —     | —              | —              | 20     | 0      |
| 2020/21 | FK Krasnodar II | FNL          | 32         | 16         | —     | —     | —              | —              | 32     | 16     |
| 2020/21 | FK Krasnodar    | Premjer-Liga | 5          | 0          | 0     | 0     | 2              | 0              | 7      | 0      |
| 2021/22 | FK Krasnodar    | Premjer-Liga | 25         | 8          | 2     | 0     | —              | —              | 27     | 8      |
| 2022/23 | FK Krasnodar    | Premjer-Liga | 28         | 10         | 12    | 4     | —              | —              | 40     | 14     |
| 2023/24 | FK Krasnodar    | Premjer-Liga | 29         | 11         | 4     | 0     | —              | —              | 33     | 11     |
| 2024/25 | FK Krasnodar    | Premjer-Liga | 28         | 11         | 7     | 0     | —              | —              | 35     | 11     |
| Totaal  | Totaal          | Totaal       | 189        | 57         | 25    | 4     | 2              | 0              | 216    | 61     |

Bijgewerkt op 23 juni 2025.

## Interlandcarrière
Spertsjan maakte zijn debuut in het Armeens voetbalelftal op 31 maart 2021, toen een kwalificatiewedstrijd voor het WK 2022 gespeeld werd tegen Roemenië. Van bondscoach Joaquín Caparrós moest Spertsjan op de reservebank beginnen, maar hij mocht in de rust invallen voor Karen Moeradjan. Elf minuten na zijn invalbeurt opende hij de score. Hierna zorgde Alexandru Cicâldău met twee treffers weer voor een Roemeense voorsprong. Armenië won alsnog met 3–2 door doelpunten van Varazdat Harojan en Tigran Barseghjan. Zijn volgende doelpunt viel op 27 september 2022, toen hij in de UEFA Nations League tegen Ierland zorgde voor het enige doelpunt van de wedstrijd: 1–0.
| Interlands van Edoeard Spertsjan voor Armenië | Interlands van Edoeard Spertsjan voor Armenië | Interlands van Edoeard Spertsjan voor Armenië | Interlands van Edoeard Spertsjan voor Armenië | Interlands van Edoeard Spertsjan voor Armenië | Interlands van Edoeard Spertsjan voor Armenië |
| №                                             | Datum                                         | Wedstrijd                                     | Uitslag                                       | Competitie                                    | Goals                                         |
| Als speler bij FK Krasnodar                   | Als speler bij FK Krasnodar                   | Als speler bij FK Krasnodar                   | Als speler bij FK Krasnodar                   | Als speler bij FK Krasnodar                   | Als speler bij FK Krasnodar                   |
| --------------------------------------------- | --------------------------------------------- | --------------------------------------------- | --------------------------------------------- | --------------------------------------------- | --------------------------------------------- |
| 1                                             | 31 maart 2021                                 | Armenië – Roemenië                            | 3 – 2                                         | WK 2022 kwalificatie                          | 56'                                           |
| 2                                             | 1 juni 2021                                   | Kroatië – Armenië                             | 1 – 1                                         | Vriendschappelijk                             |                                               |
| 3                                             | 5 juni 2021                                   | Zweden – Armenië                              | 3 – 1                                         | Vriendschappelijk                             |                                               |
| 4                                             | 2 september 2021                              | Noord-Macedonië – Armenië                     | 0 – 0                                         | WK 2022 kwalificatie                          |                                               |
| 5                                             | 8 oktober 2021                                | IJsland – Armenië                             | 1 – 1                                         | WK 2022 kwalificatie                          |                                               |
| 6                                             | 11 oktober 2021                               | Roemenië – Armenië                            | 1 – 0                                         | WK 2022 kwalificatie                          |                                               |
| 7                                             | 14 november 2021                              | Armenië – Duitsland                           | 1 – 4                                         | WK 2022 kwalificatie                          |                                               |
| 8                                             | 24 maart 2022                                 | Armenië – Montenegro                          | 1 – 0                                         | Vriendschappelijk                             |                                               |
| 9                                             | 29 maart 2022                                 | Noorwegen – Armenië                           | 9 – 0                                         | Vriendschappelijk                             |                                               |
| 10                                            | 4 juni 2022                                   | Armenië – Ierland                             | 1 – 0                                         | Nations League 2022/23                        | 74'                                           |
| 11                                            | 8 juni 2022                                   | Schotland – Armenië                           | 2 – 0                                         | Nations League 2022/23                        |                                               |
| 12                                            | 14 juni 2022                                  | Armenië – Ierland                             | 1 – 4                                         | Nations League 2022/23                        |                                               |
| 13                                            | 27 september 2022                             | Ierland – Armenië                             | 3 – 2                                         | Nations League 2022/23                        | 73'                                           |
| 14                                            | 25 maart 2023                                 | Armenië – Turkije                             | 1 – 2                                         | Vriendschappelijk                             |                                               |
| 15                                            | 28 maart 2023                                 | Armenië – Cyprus                              | 2 – 2                                         | Vriendschappelijk                             |                                               |
| 16                                            | 16 juni 2023                                  | Wales – Armenië                               | 2 – 4                                         | EK 2024 kwalificatie                          |                                               |
| 17                                            | 19 juni 2023                                  | Armenië – Letland                             | 2 – 1                                         | EK 2024 kwalificatie                          |                                               |
| 18                                            | 8 september 2023                              | Turkije – Armenië                             | 1 – 1                                         | EK 2024 kwalificatie                          |                                               |
| 19                                            | 11 september 2023                             | Armenië – Kroatië                             | 0 – 1                                         | EK 2024 kwalificatie                          |                                               |
| 20                                            | 12 oktober 2023                               | Letland – Armenië                             | 2 – 0                                         | EK 2024 kwalificatie                          |                                               |
| 21                                            | 17 oktober 2023                               | Noord-Macedonië – Armenië                     | 3 – 1                                         | Vriendschappelijk                             | 90+4'                                         |
| 22                                            | 18 november 2023                              | Armenië – Wales                               | 1 – 1                                         | EK 2024 kwalificatie                          |                                               |
| 23                                            | 21 november 2023                              | Kroatië – Armenië                             | 1 – 0                                         | EK 2024 kwalificatie                          |                                               |
| 24                                            | 22 maart 2024                                 | Armenië – Kosovo                              | 0 – 1                                         | Vriendschappelijk                             |                                               |
| 25                                            | 26 maart 2024                                 | Tsjechië – Armenië                            | 2 – 1                                         | Vriendschappelijk                             |                                               |
| 26                                            | 4 juni 2024                                   | Slovenië – Armenië                            | 2 – 1                                         | Vriendschappelijk                             |                                               |
| 27                                            | 7 juni 2024                                   | Armenië – Kazachstan                          | 2 – 1                                         | Vriendschappelijk                             |                                               |
| 28                                            | 7 september 2024                              | Armenië – Letland                             | 4 – 1                                         | Nations League 2024/25                        | 86'                                           |
| 29                                            | 10 september 2024                             | Noord-Macedonië – Armenië                     | 2 – 0                                         | Nations League 2024/25                        |                                               |
| 30                                            | 13 oktober 2024                               | Armenië – Noord-Macedonië                     | 0 – 2                                         | Nations League 2024/25                        |                                               |
| 31                                            | 14 november 2024                              | Armenië – Faeröer                             | 0 – 1                                         | Nations League 2024/25                        |                                               |
| 32                                            | 17 november 2024                              | Letland – Armenië                             | 1 – 2                                         | Nations League 2024/25                        | 48'                                           |
| 33                                            | 6 juni 2025                                   | Kosovo – Armenië                              | 5 – 2                                         | Vriendschappelijk                             | 28'                                           |
| 34                                            | 9 juni 2025                                   | Montenegro – Armenië                          | 2 – 2                                         | Vriendschappelijk                             | 1', 81'                                       |

Bijgewerkt op 23 juni 2025.

## Erelijst
| Competitie                         |              |              |              |              |
| Competitie                         | Aantal       | Jaren        |              |              |
| FK Krasnodar                       | FK Krasnodar | FK Krasnodar | FK Krasnodar | FK Krasnodar |
| ---------------------------------- | ------------ | ------------ | ------------ | ------------ |
| Premjer-Liga                       | 1            | 2025         |              |              |
| Individueel                        |              |              |              |              |
| Premjer-Liga – Speler van het Jaar | 1            | 2021/22      |              |              |
| FK Krasnodar – Speler van het Jaar | 1            | 2022         |              |              |